# اتلس-آجنا
موشک اتلس-آجنا (انگلیسی: Atlas-Agena) یک سامانه یک‌بارمصرف پرتاب آمریکایی مشتق شده از موشک بالستیک قاره‌پیمای اس‌ام-۶۵ اتلس بود. این موشک که از خانوادهٔ راکت‌های اتلس بود ۱۰۹ بار بین سال‌های ۱۹۶۰ و ۱۹۷۸ برای پرتاب به کار رفت. از جمله در پرتاب پنج کاوشگر بدون خدمه مارینر به سیاره‌های زهره و مریخ، پرتاب کاوشگرهای پروژه فضایی رنجر و برنامه مدارگرد ماه به سوی ماه از آن استفاده شد. قسمت بالایی آن نیز به عنوان یک وسیله نقلیه هدف مداری بدون خدمه در فضاپیمای با خدمه جمینی برای تمرین ملاقات و پهلوگیری استفاده شد. با این حال، خانوادهٔ وسایل نقلیهٔ پرتاب در ابتدا برای نیروی هوایی توسعه داده شد و بیشتر پرتاب‌های آن محموله‌های وزارت دفاع طبقه‌بندی شده بودند.
اتلس آجنا یک موشک «دو مرحله و نیمی» بود که در مرحلهٔ یک و نیم اول یک موشک اتلس و مرحلهٔ دوم موشک RM-81 Agena قرار داشت. در ابتدا، موشک‌های اتلس D، که با نام LV-3 دوباره طراحی شدند، به عنوان مرحلهٔ اول مورد استفاده قرار گرفتند. این موشک‌ها بعداً با Atlas SLV-3 استاندارد شده و مشتقات آن، SLV-3A و B جایگزین شدند. پرتاب نهایی اتلس-آجنا از Atlas E/F استفاده کرد.